# Иванов, Александр Павлович (генерал-майор)
Александр Павлович Иванов (28 марта 1897 года, Санкт-Петербург — 5 февраля 1979 года, Ленинград) — советский военачальник, генерал-майор (21 апреля 1943).

## Начальная биография
Александр Павлович Иванов родился 28 марта 1897 года в Санкт-Петербурге.
После окончания четырёхклассного городского приходского училища в 1912 году стал работать наборщиком в типографии Петербургской Академии наук.

## Военная служба

### Первая мировая и гражданская войны
В мае 1916 года призван в ряды Русской императорской армии и направлен наборщиком в типографию при штабе Отдельного корпуса пограничной стражи, после расформирования штаба которого в ноябре 1917 года был демобилизован из рядов армии и вместе с оборудованием типографии был придан Петроградской таможне государственных сборов.
В марте 1918 года был призван в ряды РККА и направлен красноармейцем в 1-й конный полк, в июне был назначен на должность командира взвода и с маршевым эскадроном убыл в район Казани, где в составе Восточного фронта принимал участие в боевых действиях против Чехословацкого корпуса. В августе того же года был назначен на должность командира эскадрона в составе 1-го конного полка, после чего участвовал в боях против войск под командованием Н. Н. Юденича и С. Н. Булак-Балаховича в районе Ямбурга, а затем — на Карельском боевом участке.
В декабре 1919 года Иванов был направлен на учёбу на 1-е Петроградские командные кавалерийские курсы, по окончании которых в 1920 году состоял при школе командного состава 1-го запасного кавалерийского полка (Запасная армия Республики), дислоцированного в Казани. В октябре того же года был назначен на должность командира 20-го маршевого кавалерийского полка, который в июне 1921 года был направлен на Западный фронт со включением в состав 21-й бригады ВЧК.

### Межвоенное время
В октябре 1921 года Иванов был направлен на учёбу в Высшую кавалерийскую школу в Петрограде., после окончания которой в октябре 1923 года назначен на должность командира взвода в составе кавалерийского дивизиона отряда особого назначения, а в апреле 1924 года направлен в Высшую пограничную школу ОГПУ, где служил на должностях командира учебной роты и учебного эскадрона.
С ноября 1928 года проходил обучение на курсах «Выстрел», после окончания которых в сентябре 1929 года назначен на должность инспектора отдела боевой подготовки Управления пограничной охраны полномочного представителя ОГПУ Сибирского края, а в октябре 1930 года — на должность командира 75-го Барнаульского кавалерийского дивизиона войск ОГПУ.
В апреле 1931 года направлен на учёбу в Военную академию имени М. В. Фрунзе., после окончания которой в июне 1934 года назначен на должность командира и военкома 21-го кавалерийского полка НКВД, дислоцированного в Кутаиси, в мае 1937 года — на должность инспектора 2-го отделения боевой подготовки Главного управления пограничных и внутренних войск НКВД, в апреле 1939 года — на должность командира 21-й, а в декабре того же года — на должность командира 56-й бригады войск НКВД по охране особо важных предприятий промышленности.

### Великая Отечественная война
С началом войны 56-я бригада войск НКВД была преобразована в 20-ю стрелковую дивизию внутренних войск НКВД СССР, которая выполняла задачи по охране промышленных объектов, узлов связи, линий связи ВЧ, внутреннего правопорядка в Ленинграде, Ленинградской области, Карелии, тыла Северного и Северо-Западного фронтов, а также вела контрразведывательную деятельность. 26 октября была включена в состав Невской оперативной группы и к 30 октября передислоцирована на Невский пятачок, откуда 26 ноября была выведена в Ленинград на доукомплектование. После включения в состав 23-й армии в феврале 1942 года дивизия была направлена на Карельский перешеек, где вела оборонительные боевые действия на участке Белоостров — Лемболово. В августе 1942 года 20-я дивизия была передана в состав РККА и преобразована в 92-ю стрелковую.
В декабре А. П. Иванов назначен на должность командира 123-й стрелковой дивизии, которая уже в январе 1943 года принимала участие в ходе Операции «Искра», во время которой вела наступательные боевые действия между Шлиссельбургом и 8-й ГЭС на Синявино, после чего была выведена в резерв. В марте во время Красноборской операции вела боевые действия в районе Красного Бора, в ходе которых дивизия продвинулась на расстояние примерно в семь километров, однако в результате контрудара была частично окружена, после чего отступила на прежние позиции, а в июле во время Мгинской операции вела наступательные боевые действия в районе Синявино, в ходе которых понесла значительные потери и в августе была выведена в резерв.
С января 1944 года дивизия под командованием А. П. Иванова принимала участие в ходе Красносельско-Ропшинской и Новгородско-Лужской наступательных операций, во время которых вела боевые действия по освобождению Гатчины, Сиверской и Луги. За отличие личного состава при освобождении Луги дивизии присвоено почётное наименование «Лужская». Вскоре дивизия была передислоцирована на Нарвский плацдарм, на котором вела тяжёлые боевые действия, где в июне был тяжело ранен и после выздоровления в декабре был назначен на должность начальника отдела боевой и физической подготовки Ленинградского фронта.

### Послевоенная карьера
В мае 1945 года назначен на должность заместителя командира 19-го гвардейского стрелкового корпуса (Ленинградский военный округ), в январе 1946 года — на должность командира 29-й гвардейской стрелковой дивизии, а в мае того же года — на должность военного комиссара Ленинградского областного военкомата.
В мае 1951 года вышел в отставку. Умер 5 февраля 1979 года в Ленинграде.

## Награды
- Орден Ленина (21.02.1945);
- Три ордена Красного Знамени (10.02.1943; 03.11.1944; 24.06.1948);
- Орден Кутузова 2 степени (21.02.1944);
- Медали;
- Наградное оружие.